# Follonica Gavorrano
El Follonica Gavorrano es un club de fútbol de Italia, con sede en Follonica y en Gavorrano, en la región de Toscana. Fue fundado en 1930 y compite en la Eccellenza Toscana, quinta categoría del fútbol italiano.

## Historia
Fue fundado en el año 1930 por la empresa Montecatini, que gestionaba unas minas de pirita en Gavorrano. El club pasó prácticamente toda su historia en las ligas amateur de Italia hasta el año 2009/10, año en que consiguieron el ascenso a la Lega Pro Seconda Divisione por primera vez en su historia, gracias a la gestión hecha por su entonces presidente Matteo Matteini, quien estuvo a cargo del club dentre 1999 y el 9 de marzo del 2010, año en que murió. 

## Palmarés

### Torneos interregionales
- Serie D (2): 2009-10 (Grupo E), 2016-17 (Grupo E)
- Copa Italia Serie D (1): 2021-22

### Torneos regionales
- Eccellenza Toscana (1): 2006-07 (Grupo A)
- Promozione Toscana (1): 2004-05 (Grupo C)
- Prima Categoria Toscana (1): 2001-02
- Seconda Categoria Toscana (3): 1969-70, 1979-80, 1999-00
- Copa Toscana (1): 2001-02